# Fireproof
Fireproof è un film del 2008 diretto da Alex Kendrick, che tratta il tema del divorzio dal punto di vista della morale cristiana.

## Trama
Il capitano di una stazione dei pompieri di Albany in Georgia, Caleb Holt, è sposato con Catherine Holt, ma dopo i fatidici sette anni di matrimonio il loro rapporto è in crisi, logorato da diversità di vedute sulla vita domestica, sul lavoro, soldi e hobby. La coppia sembra incamminata verso il divorzio quando il padre di Caleb propone loro un ultimo singolare tentativo per salvare il loro matrimonio, un periodo di prova chiamato "The love dare" (La sfida dell'amore). Nonostante la presenza di un terzo incomodo, Gavin Keller, che ha qualche attenzione di troppo per Catherine, grazie alla fede alla fine l'amore trionferà e al termine della "prova" i due ricelebreranno le loro nozze, consacrando il loro legame con un patto innanzi a Dio.

## Produzione
Il protagonista maschile del film, Kirk Cameron, che oltre alla professione di attore è anche pastore battista, in ottemperanza alle sue convinzioni religiose ha preteso e ottenuto che nelle scene del film in cui doveva baciare la sua partner questa fosse interpretata dalla sua vera moglie Chelsea Noble che, inquadrata in ombra, si è sostituita a Erin Bethea, l'attrice che impersona il ruolo nel resto del film.
Anche il regista, Alex Kendrick, all'epoca della realizzazione del film era un pastore battista.

## Accoglienza
È uscito il 27 settembre 2008 in 839 sale e ha incassato $ 6.836.036 nel weekend di apertura, piazzandosi al numero 4.  Durante la sua corsa, Fireproof ha avuto un incasso interno di $ 33.456.317, in più di triplicare i guadagni a vita del suo predecessore, Affrontando i giganti , e portandolo tra i primi 6 film cristiani di maggior incasso di tutti i tempi. È stato il film indipendente con il maggior incasso del 2008.